# فهرست میراث فرهنگی ناملموس در پرو
فهرست میراث ناملموس در پرو شامل ۱۴ میراث ناملموس است.
گنجاندن عناصر جدید میراث در فهرست‌های میراث فرهنگی ناملموس توسط کمیته بین‌دولتی برای حفاظت از میراث فرهنگی ناملموس تعیین می‌شود که توسط کنوانسیون تأسیس شده است. این میراث شامل دانش، مهارت‌ها، سنت‌ها، آیین‌ها، زبان‌ها، موسیقی، رقص، هنرهای نمایشی، غذاهای سنتی و دیگر جلوه‌های زنده فرهنگ است. هدف از حفاظت این میراث، حفظ تنوع فرهنگی و هویت‌های بومی در برابر تغییرات جهانی است.
پرو این کنوانسیون را در ۲۰ ژوئن ۲۰۰۵ امضا و در ۱۰ اوت ۲۰۰۵ تصویب کرد و دو عنصر اول خود را در فهرست نمایندگان در سال ۲۰۰۸ ثبت کرد. از سال ۲۰۲۳، چهارده عنصر را ثبت کرده بود که از این میان دو مورد را با کشورهای دیگر مشترک است.

## فهرست
| نام                                                                       | تصویر | سال  | شماره | توضیحات |
| ------------------------------------------------------------------------- | ----- | ---- | ----- | --- |
| میراث شفاهی و نمودهای فرهنگی مردم زاپارا +                                |       | ۲۰۰۸ | 00007 | "مردم زاپارا در بخشی از جنگل آمازون زندگی می‌کنند که اکوادور و پرو را در بر می‌گیرد. این قوم در یکی از متنوع‌ترین مناطق زیستی جهان توسعه یافته‌اند و آخرین نمایندگان گروه‌های اتنولینگویستیک هستند که پیش از فتح اسپانیایی‌ها شامل جمعیت‌های دیگری نیز می‌شدند. در قلب آمازون، آنها فرهنگی شفاهی را توسعه داده‌اند که به ویژه در درک محیط طبیعی خود غنی است. این امر از وفور واژگان آنها برای فلورا و فونا و از طریق شیوه‌های پزشکی و دانش آنها از گیاهان دارویی جنگل نمایان است. این میراث فرهنگی از طریق افسانه‌ها، آیین‌ها، هنرهای عملی و زبان آنها ابراز می‌شود. زبان آنها نگهدارنده دانش سنتی و میراث شفاهی است و حافظه مردم و منطقه را تشکیل می‌دهد."                                              |
| تاکیله و هنر نساجی آن                                                     |       | ۲۰۰۸ | 00166 | "جزیره تاکیله واقع در دریاچه تیتیکاکا در فلات آندای پرو، به دلیل هنر نساجی‌اش شناخته شده است که به عنوان یک فعالیت روزمره توسط مردان و زنان در هر سنی تولید می‌شود و توسط تمامی اعضای جامعه پوشیده می‌شود." |
| Huaconada, رقص آیینی میتو                                                 |       | ۲۰۱۰ | 00390 | "Huaconada یک رقص آیینی است که در روستای میتو در استان کونسپسیون در آندای مرکزی پرو اجرا می‌شود. هر ساله، در سه روز اول ژانویه، مردان ماسک‌زده به نام huacones یک سری رقص‌های هماهنگ شده را در مرکز شهر اجرا می‌کنند. این huacones نمایندگان شورای قدیمی هستند و در طول مدت Huaconada به بالاترین مقام در شهر تبدیل می‌شوند." |
| رقص قیچی                                                                  |       | ۲۰۱۰ | 00391 | "رقص قیچی توسط ساکنان روستاها و جوامع کچوا در آندای جنوبی-مرکزی پرو و اکنون در محیط‌های شهری اجرا می‌شود. این رقص آیینی رقابتی است که در ماه‌های خشک، که با مراحل اصلی تقویم کشاورزی همزمان است، اجرا می‌شود. رقص قیچی نام خود را از جفت میله‌های آهنی صیقلی که شبیه تیغه‌های قیچی هستند، می‌گیرد که هر رقصنده در دست راست خود حمل می‌کند. همراه با یک ویولونیست و یک هارپیست، رقصنده یک تیم به نام cuadrilla تشکیل می‌دهد که نماینده یک روستا یا جامعه خاص است." |
| زیارتگاه حضرت Qoyllurit'i                                                 |       | ۲۰۱۱ | 00567 | "زیارتگاه حضرت Qoyllurit'i ترکیبی از عناصری از مسیحیت و پرستش خدایان طبیعت پیش از هیسپانیک است. این زیارتگاه پنجاه و هشت روز پس از جشن یکشنبه عید پاک مسیحی آغاز می‌شود، زمانی که ۹۰٬۰۰۰ نفر از اطراف کوسکو به زیارتگاه در منطقه سیناکارا می‌روند. زائران به هشت 'ملت' تقسیم می‌شوند که مربوط به روستاهای مبدأ آنها هستند: Paucartambo, Quispicanchi, Canchis, Acomayo, Paruro, Tawantinsuyo, Anta و Urubamba." |
| دانش، مهارت‌ها و آیین‌های مربوط به بازسازی سالانه پل Q'eswachaka            |       | ۲۰۱۳ | 00594 | «پل Q'eswachaka یک پل معلق از جنس طناب است که بر فراز دره رودخانه آپوریماک در آندای جنوبی واقع شده است. این پل هر ساله با استفاده از تکنیک‌ها و مواد خام سنتی اینکاها بازسازی می‌شود. جوامع کشاورزی کچوا زبان Huinchiri, Chaupibanda, Choccayhua و Ccollana Quehue آن را به عنوان وسیله‌ای برای تقویت ارتباطات اجتماعی خود می‌بینند و نه فقط به عنوان یک مسیر حمل و نقل. این پل به عنوان یک بیان مقدس از پیوند جوامع با طبیعت، سنت و تاریخ در نظر گرفته می‌شود و بازسازی سالانه آن با مراسم آیینی همراه است.» |
| جشن شمع                                                                   |       | ۲۰۱۴ | 00956 | "جشن Virgen de la Candelaria که هر سال در ماه فوریه در شهر پونو برگزار می‌شود، شامل فعالیت‌های مذهبی، جشن و فرهنگی است که از سنت‌های کاتولیک و عناصر نمادین جهان‌بینی آندین الهام گرفته است. این جشن از ابتدای ماه با مراسم عشای ربانی آغاز می‌شود، سپس مراسم تطهیر قدیمی برگزار می‌شود. در روز بعد مراسم دینی و سپس راهپیمایی مذهبی با حمل تصویر مریم مقدس همراه با موسیقی و رقص‌های سنتی انجام می‌شود. جشن با دو مسابقه ادامه می‌یابد که گروه‌های متعدد رقصندگان و نوازندگان از سرتاسر منطقه را جذب می‌کند." |
| رقص ویتی از دره کولکا                                                     |       | ۲۰۱۵ | 01056 | "رقص ویتی از دره کولکا رقصی مردمی و سنتی است که با آغاز زندگی بزرگسالی ارتباط دارد. این رقص به‌طور معمول در مراسم مذهبی در طول فصل بارانی توسط جوانان اجرا می‌شود. رقص در گروه‌ها و با ردیف‌های زن و مرد که انواع گام‌ها را با ضرب موسیقی اجرا می‌کنند، صورت می‌گیرد. رقصندگان زن لباس‌هایی با گلدوزی‌های رنگارنگ با طرح‌های طبیعی و کلاه‌های ویژه می‌پوشند، در حالی که رقصندگان مرد دامن‌های زنانه، پیراهن‌های نظامی، و کلاه‌های خاص می‌پوشند." |
| سیستم سنتی قضات آب در کورونگو                                             |       | ۲۰۱۷ | 01155 | "سیستم سنتی قضات آب در کورونگو یک روش سازمانی است که توسط مردم منطقه کورونگو در شمال پرو برای مدیریت آب و حافظه تاریخی توسعه یافته است. این سیستم که به زمان‌های پیش از اینکاها بازمی‌گردد، عمدتاً برای تأمین آب به‌طور عادلانه و پایدار طراحی شده است که منجر به مدیریت صحیح اراضی و اطمینان از وجود منابع آب برای نسل‌های آینده می‌شود. مردم کورونگو مسئول اصلی این عنصر هستند زیرا سیستم بر وظایف کشاورزی آنها نظارت دارد و بالاترین مقام آن قاضی آب است که مسئول مدیریت آب و سازماندهی جشن‌های اصلی در کورونگو می‌باشد." |
| 'هتاجو دِ نگریتو' و 'هتاجو دِ پالیته' از سواحل جنوبی-مرکزی پرو              |       | ۲۰۱۹ | 01309 | "'هتاجو دِ نگریتو' و 'هتاجو دِ پالیته' از سواحل جنوبی-مرکزی پرو دو بیان مکمل از موسیقی و آواز در قالب جشن‌های کریسمس هستند که از بخش مرکزی ایالت ایکا در پرو نشأت گرفته‌اند. این بیان‌ها نمایش‌های مذهبی از داستان بازدید گروهی از شبانان از کودک تازه متولد شده عیسی و ورود مردان حکیم است. هر دو بیان ترکیبی از ارزش‌های آندین پیش از استعمار و کاتولیکیسیم اروپایی و ارثیه موسیقایی آفریقایی‌هایی است که در دوران استعماری به قاره آمریکا آمده‌اند." |
| ارزش‌ها، دانش، حکمت و شیوه‌های مرتبط با سفالگری مردم آواجون                 |       | ۲۰۲۱ | 01557 | "مردم آواجون در شمال پرو، سفالگری را به عنوان نمادی از رابطه هماهنگ خود با طبیعت می‌دانند. فرآیند آماده‌سازی سفال شامل پنج مرحله است: جمع‌آوری مواد، مدل‌سازی، پخت، تزئین و تکمیل. هر مرحله از این فرآیند معنای خاص خود را دارد و با داستان‌های شفاهی مردم مرتبط است. این فرآیند همچنین مهارت‌ها و دانش مورد نیاز برای ساخت و تزئین گلدان‌ها را دربردارد. هنرمندان از ابزار خاصی برای ساخت و تزئین سفال‌ها استفاده می‌کنند، از جمله سنگ‌های آسیاب، تخته چوبی، ابزار مدل‌سازی و قلم مویی از موی انسان. گلدان‌ها با طرح‌های هندسی الهام‌گرفته از عناصر طبیعت مانند گیاهان، حیوانات، کوه‌ها و ستارگان تزئین می‌شوند. آنها برای پخت و پز، نوشیدن، خوردن و سرو غذا و همچنین برای مراسم و جشن‌ها استفاده می‌شوند." |
| شیوه‌ها و معانی مرتبط با آماده‌سازی و مصرف سویچه، یک بیان از آشپزی سنتی پرو |       | ۲۰۲۳ | 01952 | «سویچه یک غذای سنتی پرو است که با ماهی خام، آبلیمو، فلفل چیلی و نمک تهیه می‌شود و با محصولات محلی همراه است. این غذا هم به صورت روزمره و هم در جشن‌ها مصرف می‌شود و با لحظات جشن و گردهمایی اجتماعی و به ویژه در جشن‌های مذهبی، به‌ویژه جشن سنت پتر، حامی ماهی‌گیران سنتی، مرتبط است. سویچه ممکن است در خانه تهیه شود یا در فضاهای سنتی مانند سِویچریاها که در آن کار زنان آشپز سنتی قابل مشاهده است، فروخته شود. آماده‌سازی و مصرف این غذا شامل شیوه‌ها، دانش و معانی خاص در هر مرحله است، از ماهی‌گیری تا کشت مواد اولیه و تهیه غذا. چون دستورها در مناطق مختلف متفاوت است، این غذا همچنین هویت فرهنگی منطقه‌ای را تقویت می‌کند.»                                                                    |

### حفاظت فوری
| نام                                                  | سال  | شماره | توضیحات |
| ---------------------------------------------------- | ---- | ----- | --- |
| Esuwa، دعاهای سروده شده هاراکبوت از مردم واچی‌پری پرو | ۲۰۱۱ | 00531 | «واچی‌پری‌ها یک گروه قومی بومی هستند که به زبان هاراکبوت صحبت می‌کنند و در جنگل‌های استوایی آمازون در جنوب پرو زندگی می‌کنند. Esuwa یا دعاهای سروده شده، بیانی از افسانه‌های مذهبی واچی‌پری است که برای درمان بیماری‌ها یا به عنوان بخشی از مراسم سنتی مانند نوشیدن ماساتو (یک نوشیدنی سنتی ساخته‌شده از مانیوک تخمیر شده) و آغاز فعالیت خوانندگان جدید Esuwa اجرا می‌شود. طبق سنت شفاهی، این سرودها مستقیماً از حیوانات جنگل آموخته شده‌اند و برای فراخواندن ارواح طبیعت به‌منظور کمک به تسکین بیماری‌ها یا ناراحتی‌ها یا ارتقای سلامتی خوانده می‌شوند.» |

## یادداشت
1. ↑  توصیف هر عنصر از معیارهای ثبت در وب‌سایت رسمی یونسکو نقل شده است.
2. ↑  مشترک با اکوادور.